# Refik Veseli

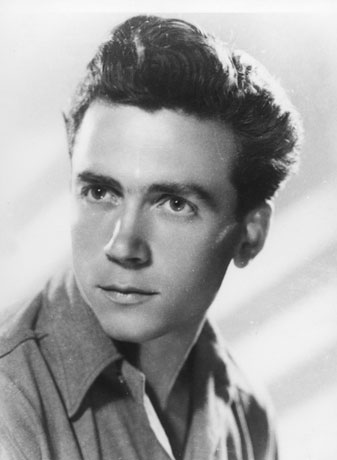
Refik Veseli in einer Aufnahme aus dem Jahr 1946

Refik Veseli (* 1926 oder 1927; † 2000 oder 2003) war Fotograf und ein Gerechter unter den Völkern aus Albanien. Während der deutschen Besatzung Albaniens initiierte er die Aufnahme von zwei jüdischen Familien im Haus der Familie Veseli. Er ist der erste Albaner und einer der ersten Muslime, der von Yad Vashem als Gerechter unter den Völkern geehrt wurde.

## Leben
Refik Veseli wuchs bei seinen Eltern in Kruja in einer muslimischen Familie auf. Als Jugendlicher begann Refik Veseli im Jahr 1942 eine Lehre beim Fotografen Neshad Prizerini in der albanischen Hauptstadt Tirana, wo er auch während des ganzen Krieges arbeitete.

### Rettung der Familien Mandil und Joseph
Moshe (Mosa) Mandil und seine Frau Gabriela Mandil waren professionelle Fotografen und Besitzer eines Fotogeschäfts in Novi Sad. Mit der Besatzung Jugoslawiens durch die deutsche Wehrmacht im Jahr 1941 flohen die Mandils mit ihren zwei Kindern Gavra und Irena ins italienisch besetzte Albanien, wo Juden noch relativ geschützt waren. Zunächst waren sie in Pristina im Kosovo in einem Lager inhaftiert, später gelangten sie nach Kavaja. Im Sommer 1943 zog die Familie Mandil nach Tirana, wo Moshe – auf der Suche nach Arbeit – auf das Fotogeschäft seines ehemaligen Lehrlings Prizerini traf. Prizerini bot ihm eine Arbeitsstelle an, und vorerst kam die Familie auf Einladung Prizerinis bei ihm unter. Kurz darauf erfolgte die Kapitulation Italiens. Auf den Abzug der Italiener folgte unmittelbar die Besatzung Albaniens durch deutsche Truppen. Die Nazis waren sich der Tatsache bewusst, dass sich in Albanien wohl viele jüdische Flüchtlinge befanden, weshalb eine intensive Suche eingeleitet wurde.
Refik Veseli realisierte, dass es für die Familie Mandil in der Hauptstadt Tirana gefährlich wurde. Er schlug vor, die Familie in seinem Heimatort in den Bergen unterzubringen. Die gefährliche Reise nach Kruja dauerte mehrere Nächte, Eltern und Kinder wurden nacheinander weggebracht. In Kruja wurde die Familie mit offenen Armen empfangen, mit Essen versorgt und in einem Raum oberhalb der Scheune untergebracht. Inspiriert von Refiks Tat, brachten Refiks Brüder Hamid und Xhemal die Familie von Joseph Ben Joseph im Hause der Eltern unter; Joseph hatte in Hamids Bekleidungsgeschäft in Tirana gearbeitet. Die jüdischen Familien wurden in albanische Bauerntrachten eingekleidet und verbrachten den Tag zum Teil in einer Höhle in der Nähe.
Unter anderem weil die albanischen und jüdischen Kinder gemeinsam draußen spielten, wusste jeder in Kruja, dass die Veselis Juden versteckt hielten. Mit der Zeit begannen auch andere Anwohner, Juden versteckt zu halten. Bei Kontrollen der deutschen Besatzer verlor jedoch niemand ein Wort hierüber, trotz Einschüchterungen seitens der Deutschen. Auch Belohnungsgelder für jeden, der Hinweise zur Ergreifung versteckter Juden gab, konnte die ärmliche Bevölkerung Krujas nicht zu Denunziationen bewegen.

### Fotograf
Nach dem Ende des Zweiten Weltkriegs kehrte die Familie Mandil nach Novi Sad zurück und betrieb ihr Fotogeschäft weiter. 1946 zog Refik Veseli zu ihnen und schloss seine Ausbildung bei Moshe Mandil ab. 1948 wanderte die Familie Mandil nach Israel aus, Refik kehrte nach Albanien zurück und gründete eine Familie.
Nach dem Krieg eröffnete Refik Veseli ein Fotostudio in Tirana, das er im Jahr 1965 schließen musste. Ab 1952 arbeitete er für die Akademie der Wissenschaften, später für das Institut der Kulturdenkmäler in Tirana. Bilder von ihm gehören zur Ausstellung im Historischen Nationalmuseum und wurden in zahlreichen Büchern veröffentlicht.
Refik war mit Drita verheiratet. Ihre Söhne Bujar und Fatmir betrieben noch im Jahr 2014 in Tirana ein kleines Fotogeschäft.

## Historische Einordnung und Ehrung
Die Familie Veseli handelte – wie hunderte weiterer albanischer Familien – nach der sogenannten Besa, einem unter anderem auf Gastfreundschaft, Loyalität und Treue basierenden Ehrenkodex, der auch im archaischen Gewohnheitsrecht der Albaner, dem Kanun, verwurzelt ist.

„Unsere Eltern waren fromme Muslime und glaubten wie wir auch, dass ‚jedes Klopfen an der Tür ein Segen Gottes‘ ist. Wir haben nie Geld von unseren jüdischen Gästen genommen. Alle Menschen sind von Gott. Besa existiert in jeder albanischen Seele.“

Die Gastfreundschaft sowie das Beschützen des Gastes, dem man sein Ehrenwort gegeben hat, selbst mit dem eigenen Leben, gründeten auf der Vorstellung, dass persönliche Ehre untrennbar mit Respekt und Gleichheit gegenüber anderen verbunden ist. Die moderne oder westliche Auffassung eines „Fremden“ oder „Ausländers“ existiert im Kanun nicht, man sah die Juden nicht als Fremde, sondern als Gäste an.
Das Konzept der Besa war das Hauptmotiv des Handelns vieler Albaner, die die Rettung von Juden auf sich nahmen. Sie riskierten ihr eigenes Leben und retteten mehr als 1800 Juden: Nach dem Ende des Zweiten Weltkrieges gab es mehr Juden in Albanien als zuvor.
Im Jahr 1987 ehrte Yad Vashem Refik Veseli zusammen mit seinen Eltern Fatima und Vesel als erste Albaner mit der Auszeichnung Gerechter unter den Völkern. Zuvor hatte sich Gavra Mandil an die Gedenkstätte gewandt, seine Geschichte veröffentlicht und im Namen all derer, die in Albanien gerettet wurden, auf seine Retter aufmerksam gemacht. Refik konnte 1990 an einer Zeremonie in Jerusalem teilnehmen. 2004 wurden auch seine Brüder Hamid und Xhemal als Gerechte unter den Völkern geehrt.
In den 1990er Jahren war Refik Veseli Vorsitzender der albanisch-israelischen Freundschaftsgesellschaft.

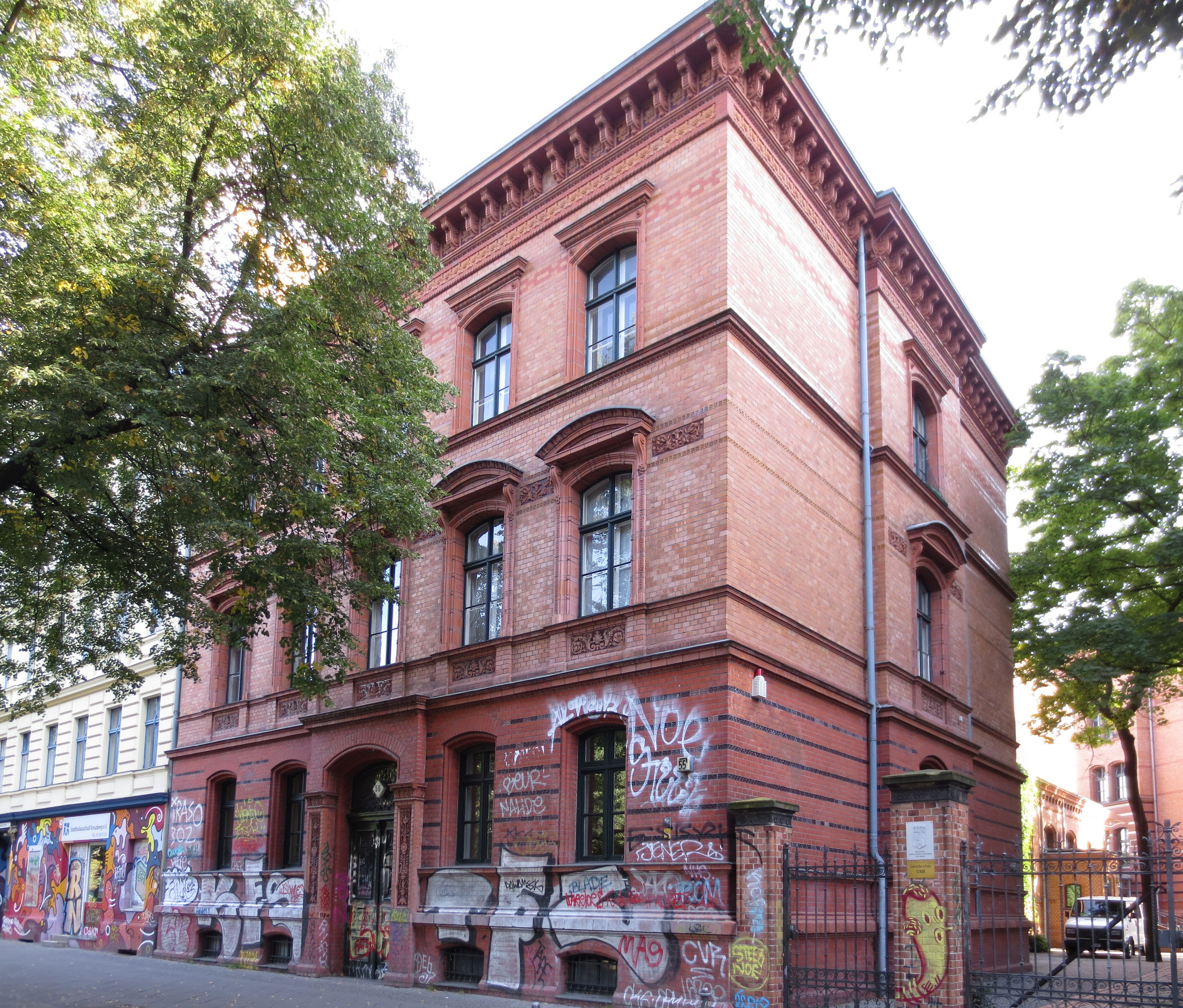
Refik-Veseli-Schule in Berlin-Kreuzberg

Seit 2014 trägt die Refik-Veseli-Schule in Berlin-Kreuzberg seinen Namen. Refik Veseli stehe für das Ideal von Anerkennung von Vielfalt und Akzeptanz über kulturelle Unterschiede hinweg. Zudem stand er für Werte wie Solidarität, Toleranz und Zivilcourage ein, die die Schule vermitteln möchte.